# 셜리 스트롱
셜리 일레인 스트롱(Shirley Elaine Strong, 1958년 1월 18일 ~ )은 주로 100m 허들에 나간 전 영국의 육상 선수로 1980년부터 1988년까지 영국 기록을 보유하였다.

## 경력
커딩턴에서 태어난 스트롱은 1977년 자신의 국내 육상 경력을 시작하여 AAA 선수권과 영국 육상 선수권 둘다에서 100m 허들 2위를 하였으며, 이듬해 양선수권에서 2위를 되풀이하였다. 그녀는 AAA 선수권에서 6개의 연속적 금메달을 획득하였고, 3회의 국내 챔피언(1979, 1980, 1983)이었다.
스트롱의 첫 주요 국제적 경연은 1978년 에드먼턴에서 열린 코먼웰스 게임에서 은메달을 딴 일이었다. 4년 후, 브리즈번에서 열린 그 대회에서 금메달 획득과 함께 향상시켰다.
1983년 세계 육상 선수권 대회에서 스트롱은 12.78초와 함께 5위를 하여 2011년 티퍼니 포터가 4위를 할 때까지 종목에서 영국의 최고 순위에 놓였다.
1984년 로스앤젤레스 올림픽에서 동구권의 보이콧과 함께 스트롱은 100m 허들의 우승 후보였다. 하지만, 결승전에서 미국의 베니타 피츠제럴드브라운이 12.84초와 우승하면서 스트롱보다 0.04초나 더 빨랐다.
올림픽에 이어 스트롱은 아킬레스건 부상을 겪어 1986년 코먼웰스 게임에 나가는 데 실패하였다. 그해 후반에 유럽 선수권을 위하여 선발되었으나 팀으로부터 물러나왔다. 1987년 실내 시즌을 마친 후, 육상에서 은퇴하였다.